# オライオン級戦艦
オライオン級戦艦 (Orion class battleship)は、イギリス海軍が第一次世界大戦前に建造した最初の超弩級戦艦の艦級である。

## 概要
本級はドイツ帝国海軍による弩級戦艦の大量建造に対抗して1909年度計画で1度に6隻の戦艦の建造を計画し、このうち2隻は「コロッサス級」であり、その改良型として建造されたのが本級「オライオン級」で4隻が建造された。
その大きな変更点は「マジェスティック級戦艦」以来、戦艦の標準装備であった12インチ（30.5cm）砲から口径を34.3 cm砲へと増した事である。マジェスティック級戦艦の前級である「ロイヤル・サブリン級戦艦」が34.3 cm砲（ただし30口径）なので、口径が戻ったともいえる。これは従来の30. 5cm（50口径）砲が、無暗に高初速化を図った設計により砲身寿命が短くなった上、主砲のブレが大きくなり命中率が低下するなどの欠点があったため、34.3cm砲の設計において初速を下げ、代わって大口径化による砲弾重量のアップにより威力の増大をはかって採用されたものである。

本級の主砲配置を示した図。

さらに、主武装配置も梯型配置を廃止し、船体中央部にあった2番主砲塔を艦首甲板に持ってくる事でどの角度でも艦首側に1番・2番主砲塔2基計4門を指向することが可能となった。加えて艦形の大型化を抑制するために3番主砲塔も船体中央部に配置され、後部甲板上の4番・5番主砲まで全ての主砲が一直線に配置された。本級は準弩級戦艦時代以来、主砲塔を中心線上に配置しなおした、イギリスでは初めてのクラスであり、武装配置の効率化も相まってイギリスのメディアでは既存の弩級戦艦を上回る超弩級戦艦（Super Dreadnoughts：スーパードレッドノート）と内外に喧伝された。本級の建造によって世界的に超弩級戦艦の時代が始まったのである。

## 艦形

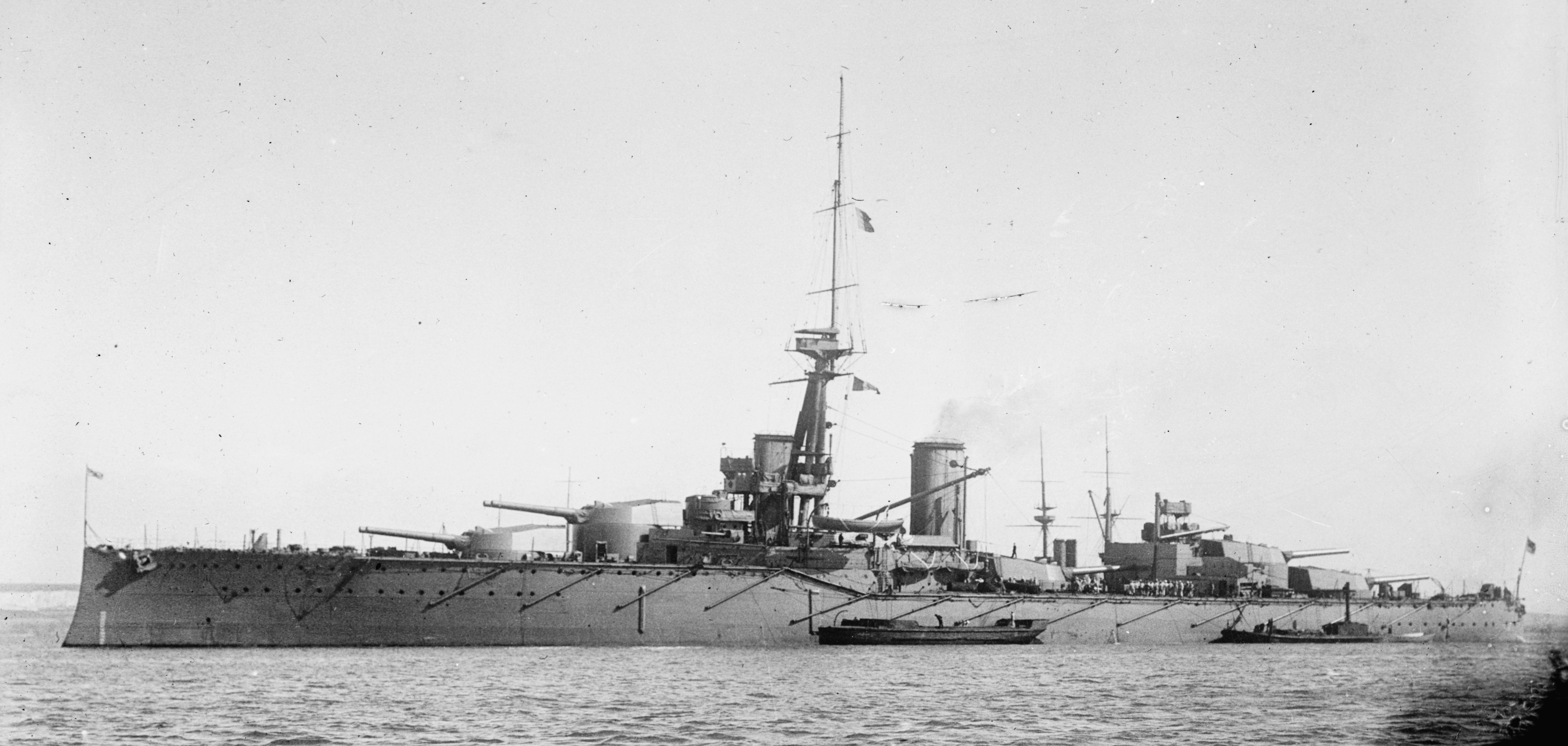
本級「モナーク」の写真。前部マストの最前部に位置する1番煙突のために測距儀所は煤煙と高熱に悩まされた。

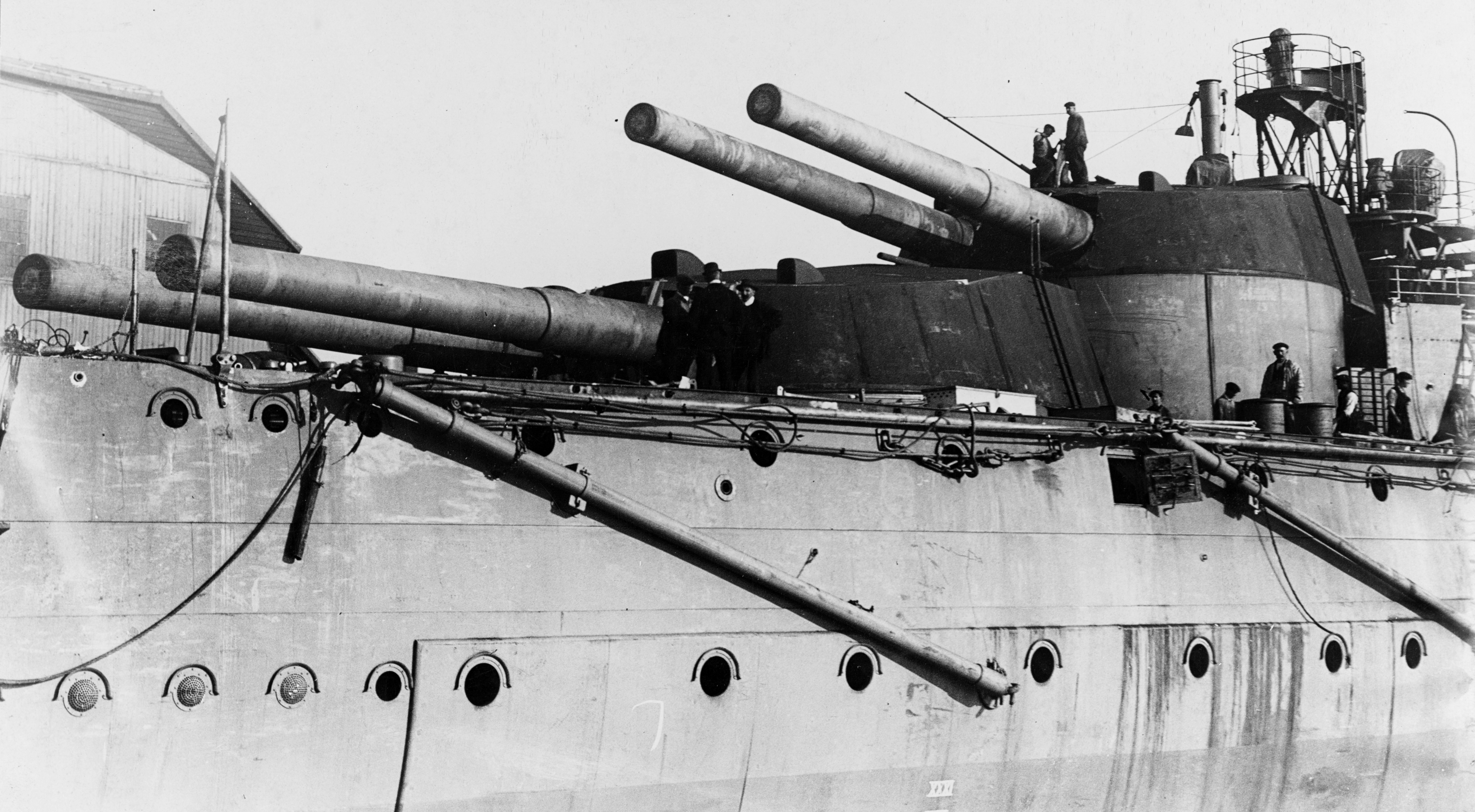
1911年、艤装中の「オライオン」の後部主砲

本級は「コロッサス級」の改良型であるために、前級において欠陥であったドレッドノートに似た2本煙突の間に主マストを配置する形式が継承された。これは、高温の煤煙が前檣に置かれた射撃指揮所の任務遂行を常時阻害した。このマスト配置は本級と同時期に設計された「ライオン級」にも採用され、同例の不具合を出したために建造期間を延長して改設計を行う羽目となった。
本艦の船体形状は高い乾舷を持つ短船首楼型船体であり、外洋での凌波性は良好であった。艦首から前向きに連装タイプの1番・2番主砲塔2基を配置、そこから甲板よりも一段高められた上部構造物の上に下部に司令塔を持つ箱型艦橋と1番煙突が立ち、その背後に頂上部に見張り所を持つ三脚型の前部マストを挟んで2番煙突が配置された。2番煙突の背後に後ろ向きの3番主砲塔が配置されたため、本級の艦載艇置き場は2本煙突の間に爆風を避けるためのスクリーンを設けて保護され、艦載艇は前部マストを基部とするクレーン1基と2本1組のボート・ダビッドが片舷1組ずつ計2組により運用された。
後部甲板上の後部見張り所の後方に4番・5番主砲塔が後ろ向きに背負い式で2基が配置された。副砲の10.2cm速射砲は艦橋基部と後部見張り所の基部に16門が分散配置された。第一次大戦中に艦橋構造が増設されて射撃方位盤室と射撃指揮所が設けられた。これに伴い、トップマストの短縮と煙突の側面に探照灯が増設された。

## 武装

### 主砲

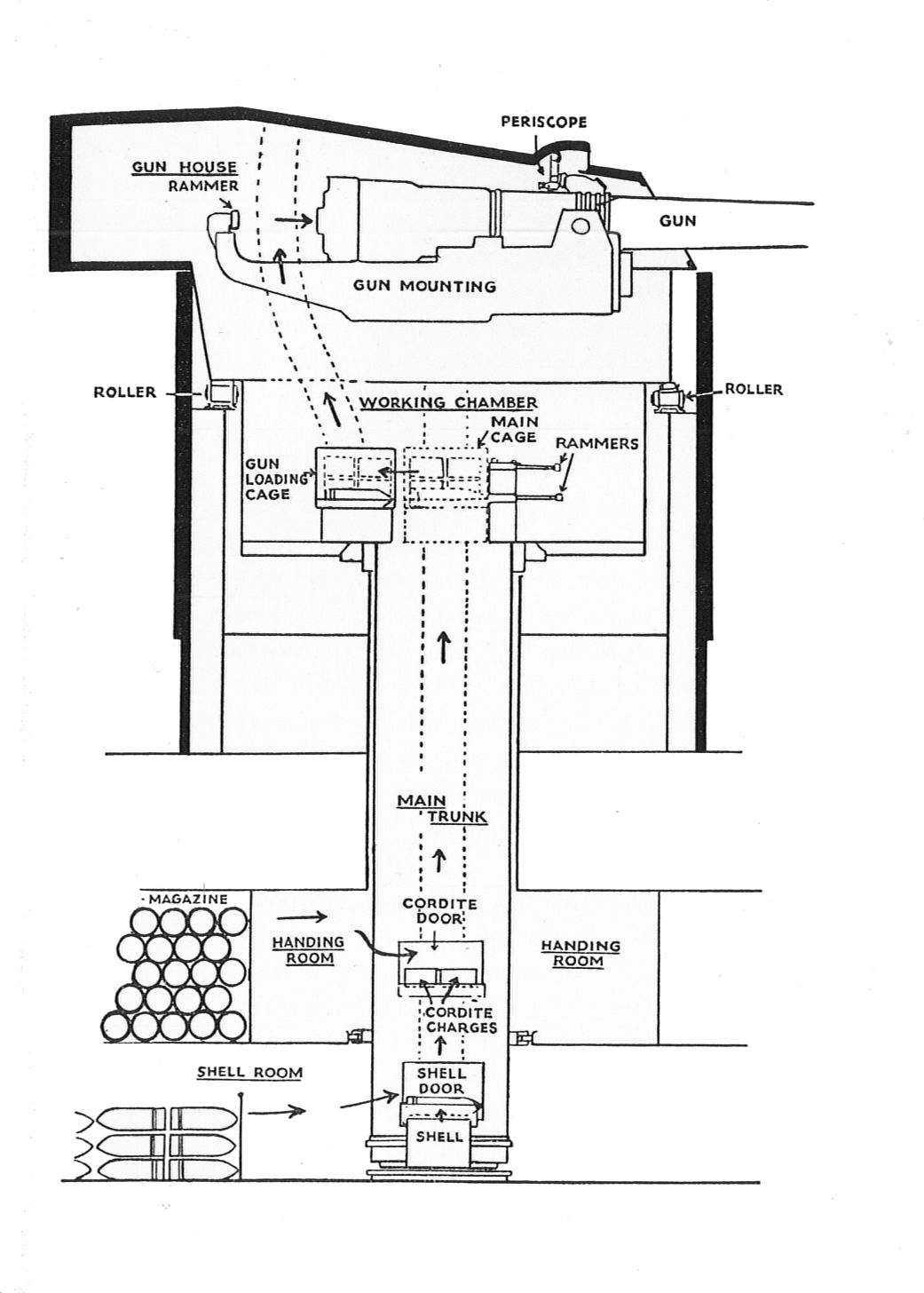
Mark V 34.3 cm（45口径）砲の主砲塔の構造を示した図。

本艦の主砲は、前述通りに新設計の「1912年型 Mark V 34.3 cm（45口径）砲」を採用している。その性能は砲口初速787m/s、重量567kgの砲弾を最大仰角20度で21,787mまで到達する能力を持っていた。砲身の上下は仰角20度・俯角3度で、旋回角度は単体首尾線方向を0度として1番・2番・4番・5番砲塔は左右150度であったが、3番砲塔は150度の旋回角のうち後部艦橋を避けるため後方0度から左右30度の間が死角となっていた。発射速度は毎分1.5発程度であった。

### 副砲、その他備砲、雷装
本艦の副武装は「1910年型 Mark VII 10.2 cm（40口径）速射砲」を採用した。その性能は14.1kgの砲弾を、最大仰角20度で8,780mまで届かせられた。砲身の俯仰・砲塔の旋回・砲弾の揚弾・装填は主に人力を必要とした。砲身の上下角度は仰角20度・俯角10度で旋回角度は360度であった。発射速度は1分間に10発であった。
他に対艦攻撃用に53.3cm水中魚雷発射管3門を装備していた。

## 防御
本級に置いて艦形の増大に伴い防御重量が増加され、舷側防御は305mmへと増厚された一方でバーベットは279mmから254mmへと減厚された。

## 艦歴

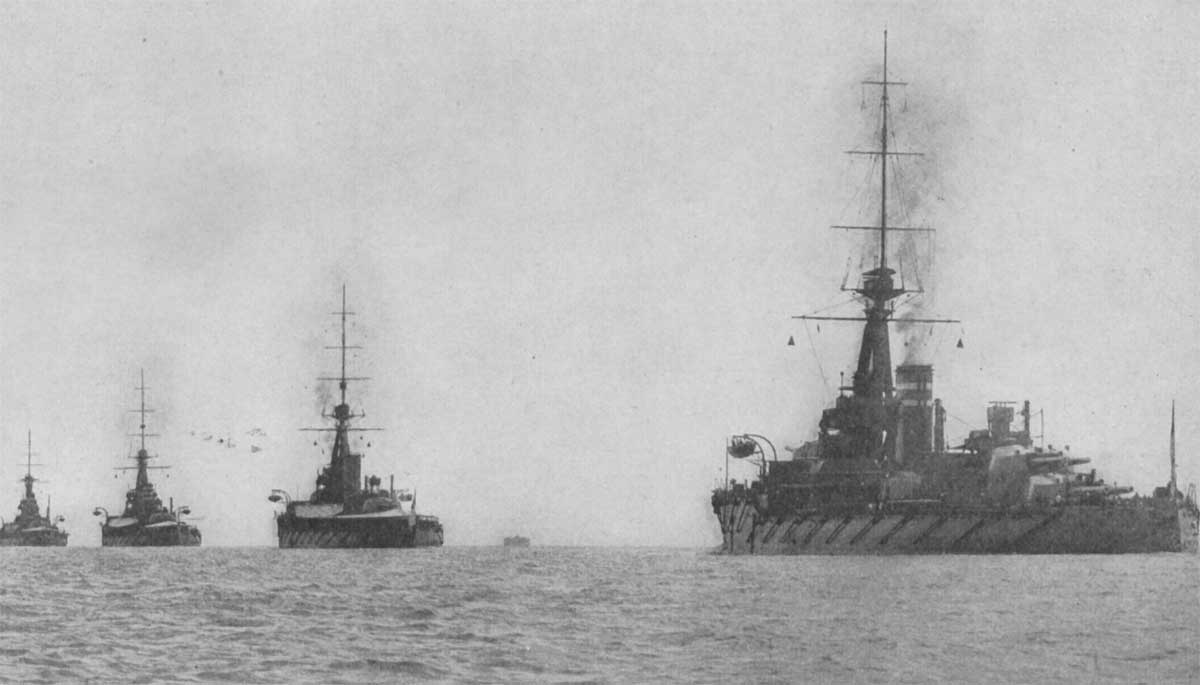
航行するオライオン級

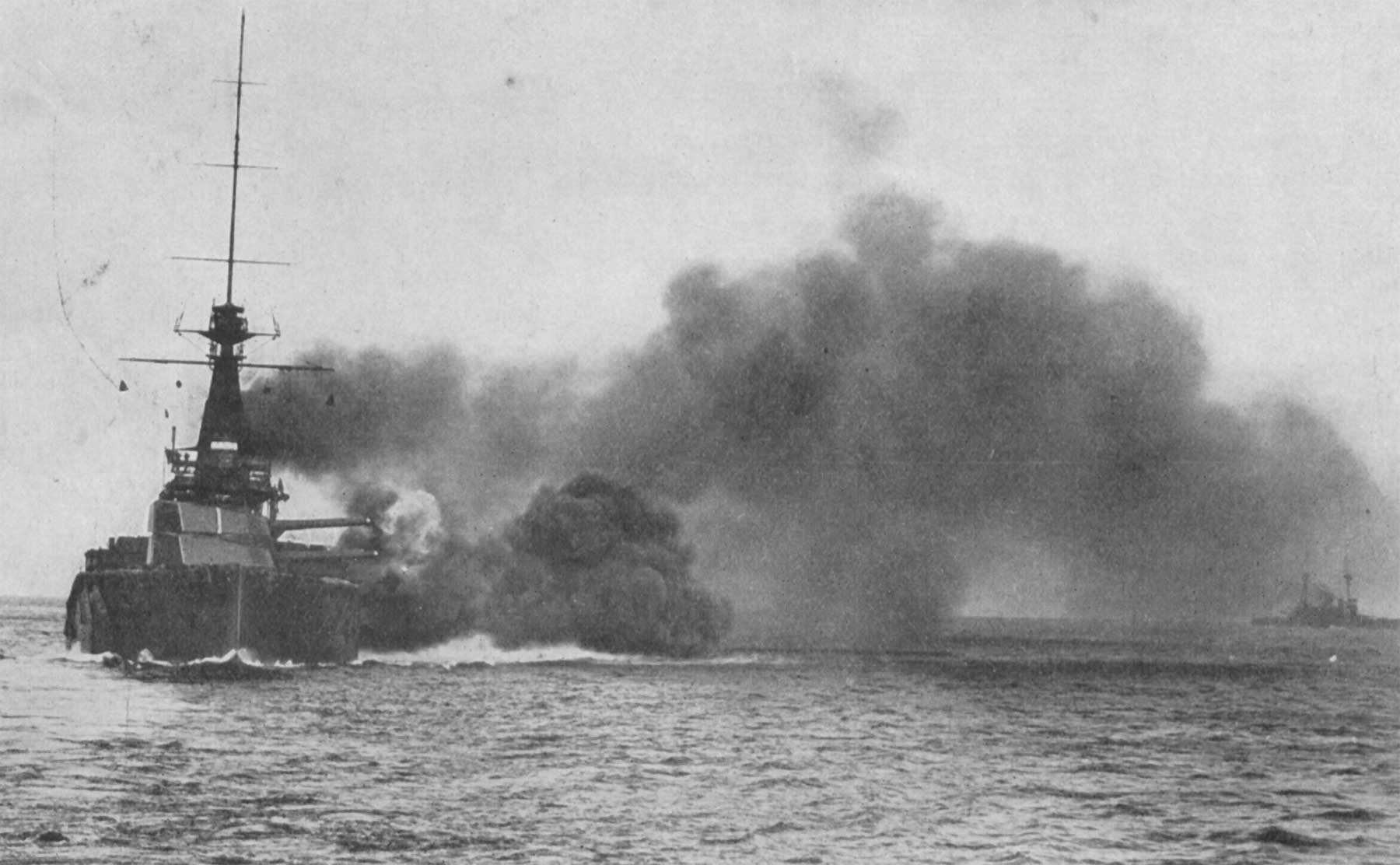
砲撃を行うモナーク
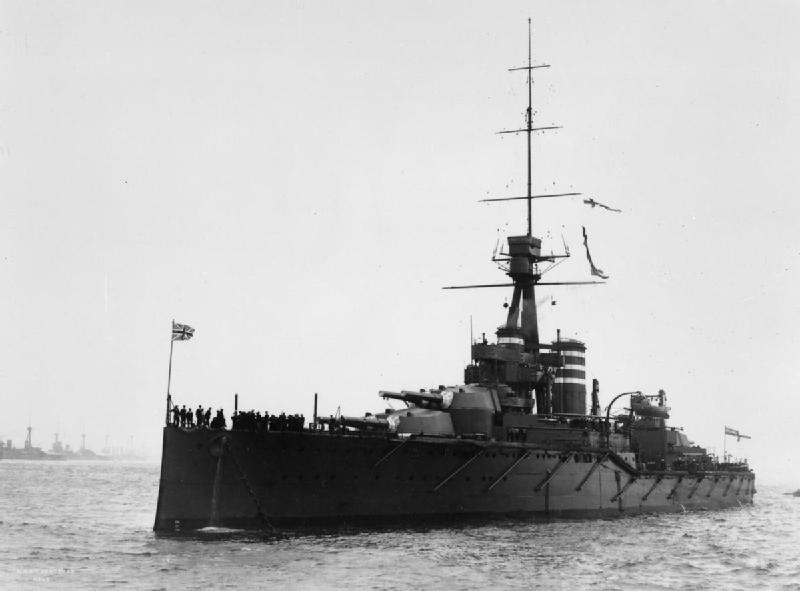
写真はサンダラー
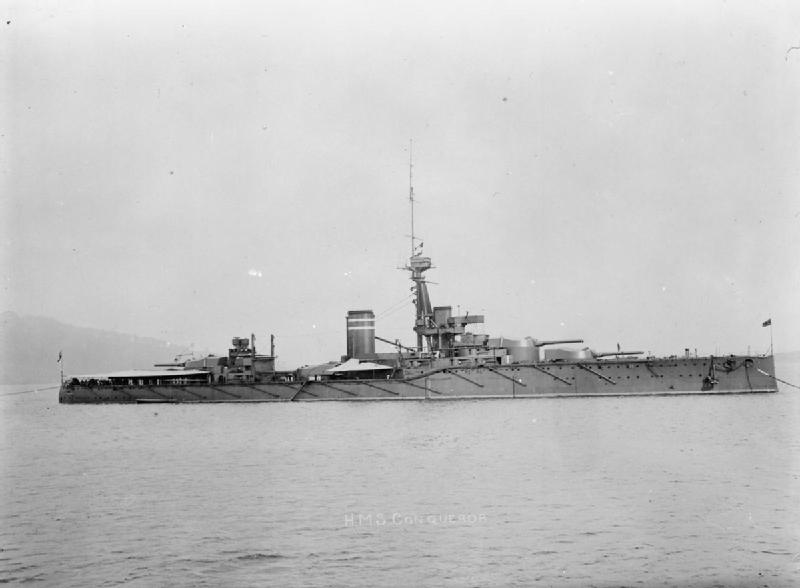
写真はコンカラー

就役した「オライオン」、「モナーク」、「コンカラー」および「サンダラー」の4隻は第一次世界大戦のユトランド沖海戦に参加するものの砲火を交えることなく終戦となり、1921年からその翌年にかけて退役したが、「」のみネルソン級戦艦「ネルソン」の就役まで練習艦に改装されて保有を許されていた。
- オライオン

ポーツマス海軍造船所で1909年11月29日起工、1910年8月20日進水、1912年1月竣工。1922年12月に除籍後、1923年に解体処分。
- モナーク

アームストロング社エルジック造船所で1910年4月1日起工、1911年3月30日進水、1912年3月竣工。1925年1月に除籍後、1925年にシシリー沖で航空爆撃及び戦艦・巡洋艦の標的艦となり、戦艦「リヴェンジ」の砲撃により沈没処分。
- コンカラー

ベアードモア社ダミュール造船所で1910年4月5日起工、1911年5月1日進水、1912年11月竣工。1922年6月除籍。
- サンダラー

テムズ鉄工造船所で1910年4月13日起工、1911年2月1日進水、1912年6月竣工。1922年12月に練習艦籍で1926年8月まで就役、同年11月に除籍後、1927年に解体処分。
- 砲撃を行うモナーク
- 写真はサンダラー
- 写真はコンカラー